# Suna Yıldızoğlu
Suna Yıldızoğlu (* 26. Februar 1955 in Bournemouth als Sonja Eady) ist eine englisch-türkische Schauspielerin.

## Leben und Karriere
Yıldızoğlu wurde am 26. Februar 1955 in Bournemouth geboren. Als sie achtzehn war, ließen sich ihre Eltern scheiden. In ihrer Kindheit interessierte sie sich für das Schauspiel. 1974 zog sie in die Türkei. Als sie den Schauspieler Kayhan Yıldızoğlu heiratete, änderte sie ihren Nachnamen und erwarb die türkische Staatsbürgerschaft. Ihr Debüt gab sie 1977 mit einer Hauptrolle in Yıkılmayan Adam. Bekanntheit erlangte sie in den Filmen Petrol Kralları und Gol Kralı. Aus ihrer Ehe mit Dudley Allen bekam sie zwei Kinder. Ihre Tochter Yasemin Allen ist ebenfalls Schauspielerin. Im Jahr 2000 legte sie eine Pause ein, als sie nach Australien zog, damit ihre Kinder im Ausland studieren können.

## Filmografie (Auswahl)
- 1977: Yıkılmayan Adam
- 1977: Kan
- 1980: Akıllı Deliler
- 1984: Ömrümün Tek Gecesi
- 1986: Biraz Neşe Biraz Keder
- 1993: Sevgili Ortak
- 1997: Yalan
- 2000: Eskici Baba
- 2008: Elif
- 2016: 46 Yok Olan
- 2018: Söz
- 2020: Çukur

## Diskografie

### Alben
- 1991: Türküler Türkülerimiz / Avrasya

### Singles
- 1979: Do You Think I'm Sexy / I'm Gonna Dance[4]
- 1981: Son Olsun / Sonsuz Aşk (mit Çetin Alp)
- 1987: Aşık Olmak Ne Güzel (mit Füsun Önal)
- 2016: 46 Yok Olan